# Gornje Stative
Gornje Stative – wieś w Chorwacji, w żupanii karlowackiej, w mieście Karlovac. W 2011 roku liczyła 385 mieszkańców.